# Bouchain
Bouchain (niederländisch: Boesem) ist eine französische Stadt mit 4054 Einwohnern (Stand 1. Januar 2022) im Département Nord in der Region Hauts-de-France. Sie gehört zum Arrondissement Valenciennes und zum Kanton Denain.

## Geografie
Die Kleinstadt Bouchain liegt in der Mitte des Städtedreiecks Douai-Cambrai-Valenciennes an der kanalisierten Schelde, die für die Großschifffahrt ausgebaut wurde. Im Gemeindegebiet münden die Flüsse Sensée und die Schelde selbst in den Schifffahrtskanal.

## Geschichte
Bouchain (früher Bulcinum, Bilcinius, Bolcen, Bochanium, Bouçain, Bouchin und Bouchaing genannt) wurde erstmals im Jahr 899 erwähnt, als König Karl III. es dem Kloster Saint-Amand schenkte. Später gehörte Bouchain den Grafen von Ostervant, die Bouchain zu einer Burgherrschaft für 76 Dörfer machten; im Mittelalter wurde der Ort zu einer Festung an der Grenze zwischen Frankreich und dem Heiligen Römischen Reich ausgebaut.
1384 kam Bouchain mit Flandern an Burgund, dann an die Habsburger. Von den Spanischen Niederlanden wurde Bouchain 1676 durch die Franzosen erobert, die den Ort 1678 im Nimwegener Frieden behielten. Im Spanischen Erbfolgekrieg verloren die Franzosen Bouchain 1711 an die Alliierten, als die Stadt von Marlborough eingenommen wurde, eroberten sie aber 1712 wieder. Im Frieden von Utrecht (1713) kam Bouchain definitiv dauerhaft an Frankreich.

## Bevölkerungsentwicklung
| Jahr                       | 1962 | 1968 | 1975 | 1982 | 1990 | 1999 | 2007 | 2020 |
| Einwohner                  | 3505 | 3916 | 4826 | 4543 | 4317 | 4282 | 4174 | 3937 |
| Quellen: Cassini und INSEE |      |      |      |      |      |      |      |      |

## Sehenswürdigkeiten
- Kirche Saint-Quentin
- Tour d’Ostrevant aus dem 12. Jahrhundert

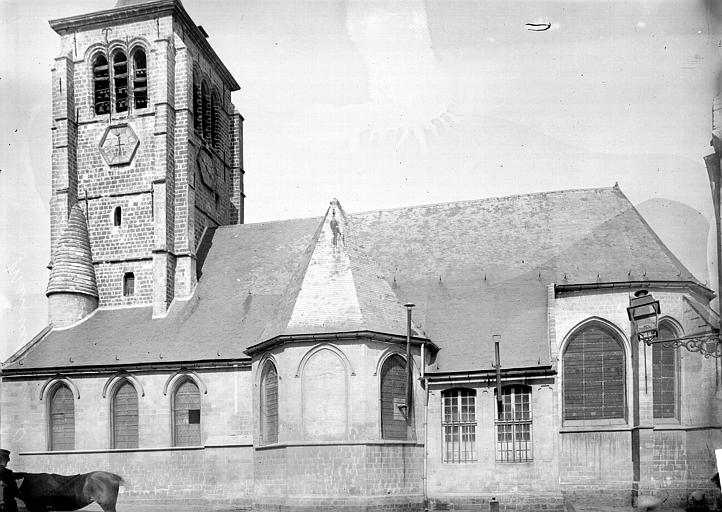
Kirche Saint-Quentin
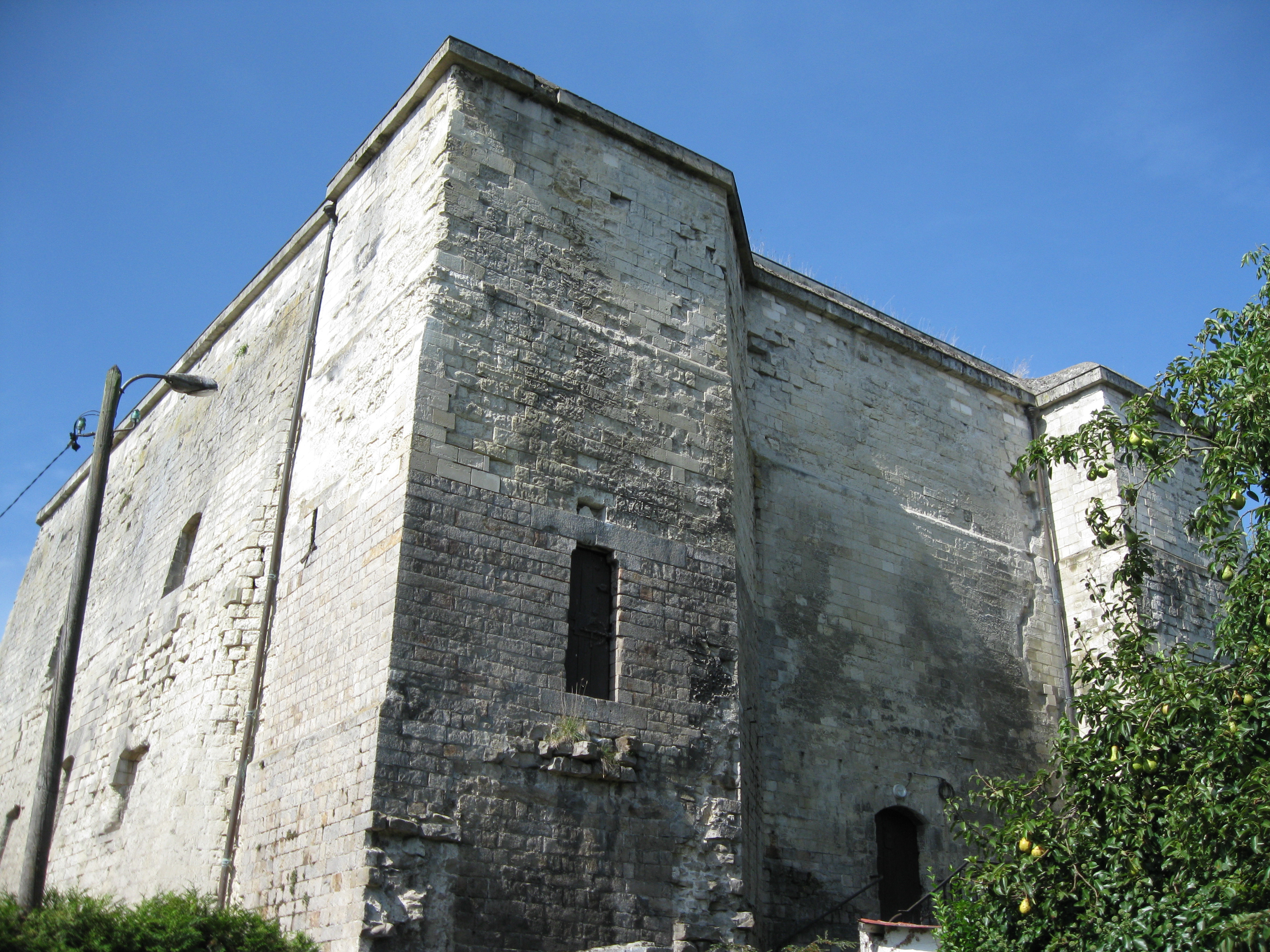
Tour d’Ostrevant
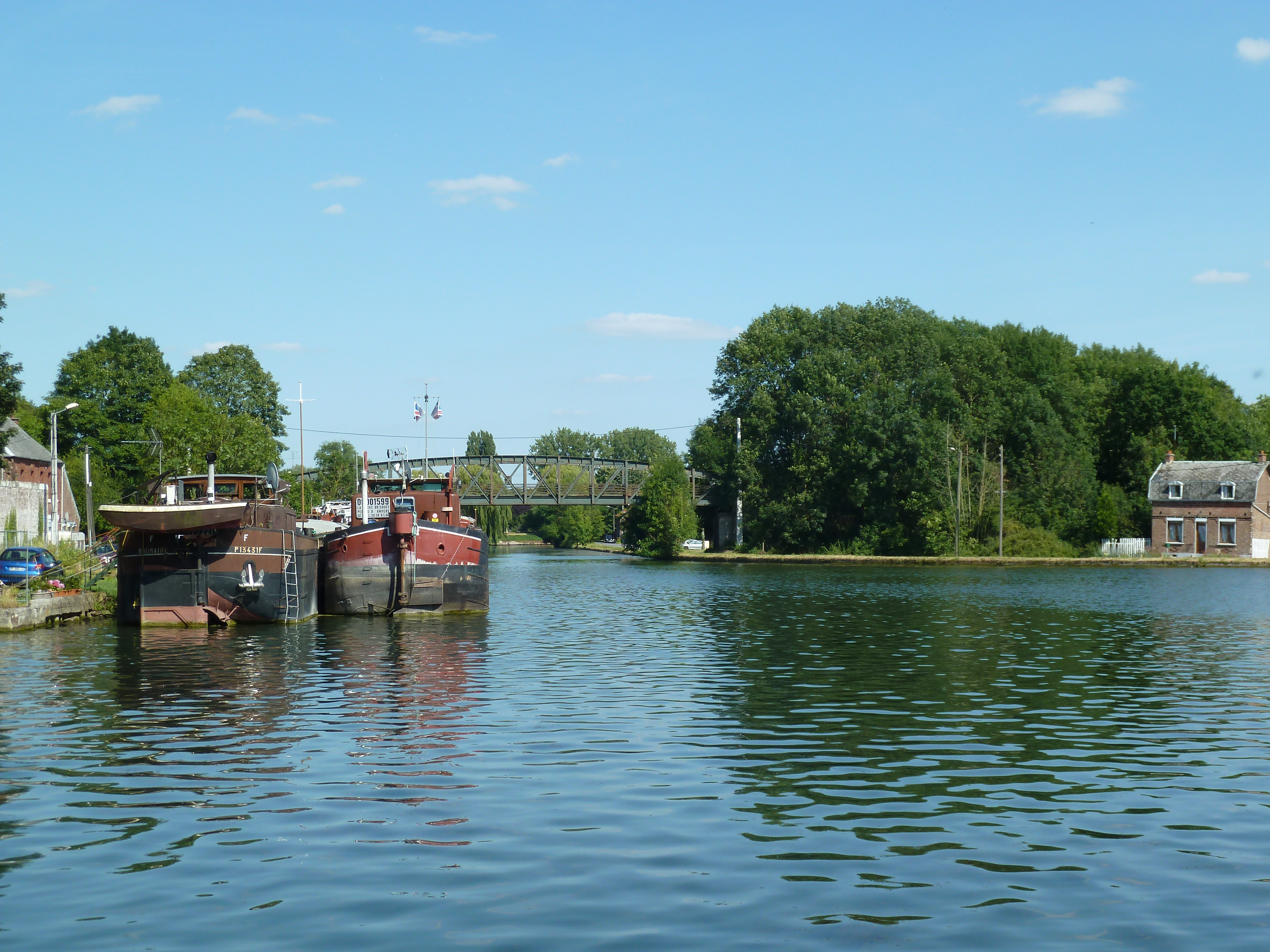
Kanalhafen
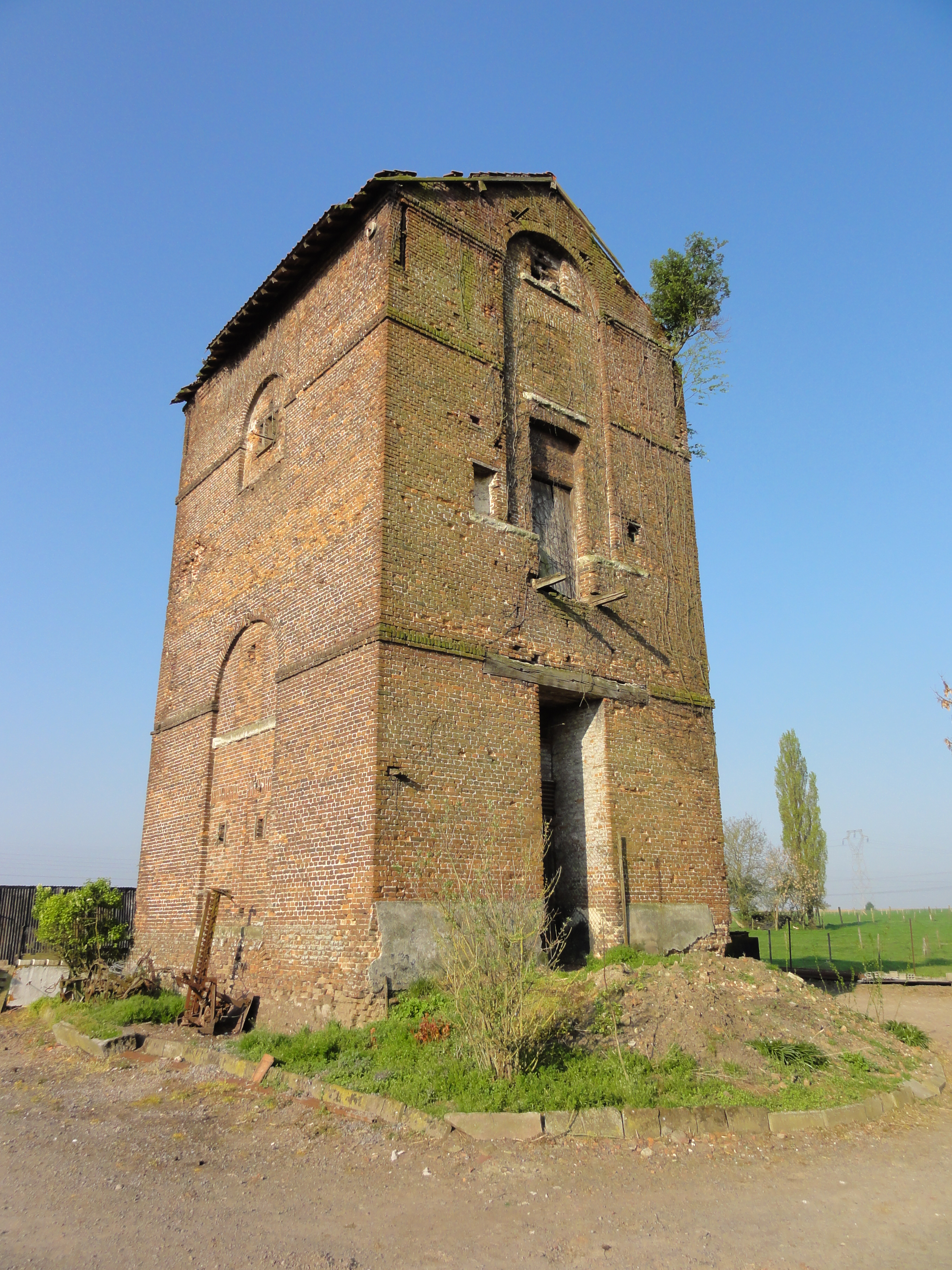
Ehemaliger Förderturm der Steinkohle-Grube Saint-Quentin
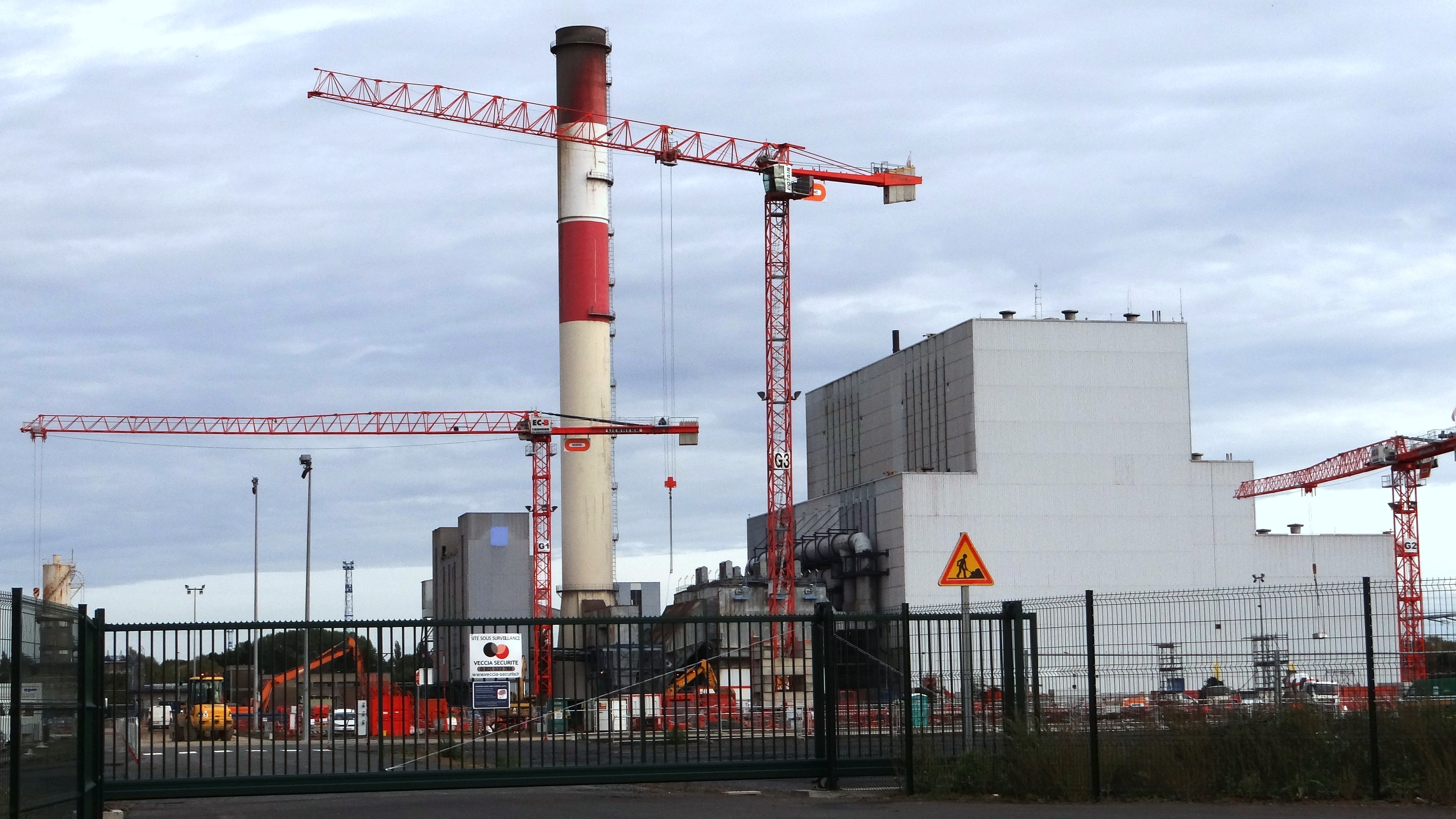
Kohlekraftwerk Bouchain
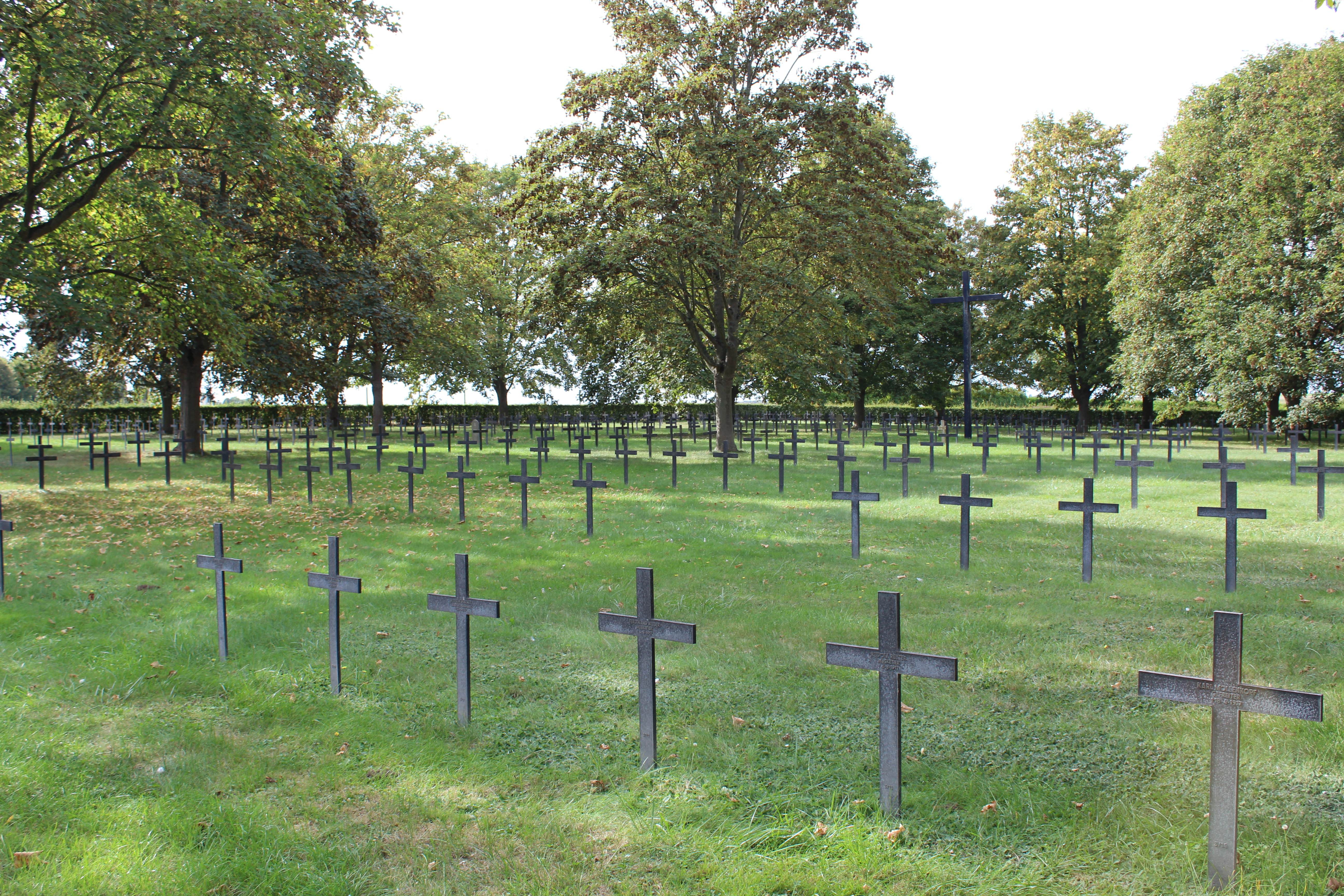
Deutscher Soldatenfriedhof

## Persönlichkeiten
- Wilhelm II. von Bayern (1365–1417), Herzog von Straubing-Holland, in Bouchain gestorben
- Pierre-Charles Laurent de Villedeuil (1742–1828), königlicher Finanzminister unter Ludwig XVI., in Bouchain geboren
- Sébastien Wyart (1839–1904), Offizier, römisch-katholischer Geistlicher, Trappist, Abt und Generalabt der Trappisten, in Bouchain geboren

## Städtepartnerschaften
- Eitorf in Deutschland
- Halesworth in England